# Kalli järv
Kalli järv är en sjö i sydöstra Estland. Den ligger i Kastre kommun i landskapet Tartumaa, 190 km sydost om huvudstaden Tallinn. Arean är 2 kvadratkilometer.
Kalli järv ligger 30 meter över havet. Den såväl tillförs vatten som avvattnas av Kalli jõgi. Sjön ligger i ett sankt område där Emajõgi och Kalli jõgi mynnar i sjön Peipus. Den är omgiven av de stora våtmarkerna Emajõe Suursoo och Jõmmsoo, och strax sydöst om sjön ligger Leegu järv.